# اسلاوا مدودنکو
اسلاوا مدودنکو (اوکراینی: Станіслав "Слава" Медведенко؛ زادهٔ ۴ آوریل ۱۹۷۹) بازیکن بسکتبال اهل اوکراین است.
از باشگاه‌هایی که در آن بازی کرده‌است می‌توان به آتلانتا هاوکس و لس آنجلس لیکرز اشاره کرد.